# Caricea ungulata
Caricea ungulata är en tvåvingeart som först beskrevs av Camillo Rondani 1866.  Caricea ungulata ingår i släktet Caricea och familjen husflugor. Inga underarter finns listade i Catalogue of Life.